# Třída Peresvet
Třída Peresvět byla třída predreadnoughtů ruského carského námořnictva. Celkem byly postaveny tři jednotky této třídy. Ve službě byly v letech 1901–1922. Ruské námořnictvo je nasadilo v rusko-japonské válce, ve které byly všechny tři potopeny. Peresvet a Pobeda později vyzvedlo a pod novými jmény provozovalo Japonsko. Obě se účastnily první světové války. Bitevní loď Peresvet byla za světové války prodána zpět Rusku, ale na počátku roku 1917 se potopila na mině. Zbývající plavidlo bylo vyřazeno roku 1922.

## Stavba
Ruské loděnice v Petrohradu v letech 1895–1902 postavily tři bitevní lodě této třídy.
Jednotky třídy Peresvet:
| Jméno    | Založený kýlu | Spuštěna | Vstup do služby | Status |
| -------- | ------------- | -------- | --------------- | --- |
| Peresvět | 1895          | 1898     | červenec 1901   | Dne 7. prosince 1904 potopena v Port Arthuru. Opravena a do japonského námořnictva zařazena v dubnu 1908 jako Sagami. V roce 1916 vrácena Rusku. Dne 4. ledna 1917 se potopila na mině. |
| Osljabja | 1896          | 1900     | srpen 1901      | Dne 27. května 1905 potopena v bitvě u Cušimy. |
| Poběda   | 1899          | 1900     | říjen 1902      | Dne 7. prosince 1904 potopena v Port Arthuru. Opravena a do japonského námořnictva zařazena v říjnu 1908 jako Suwo. Vyřazena 1922.                                                      |

## Konstrukce

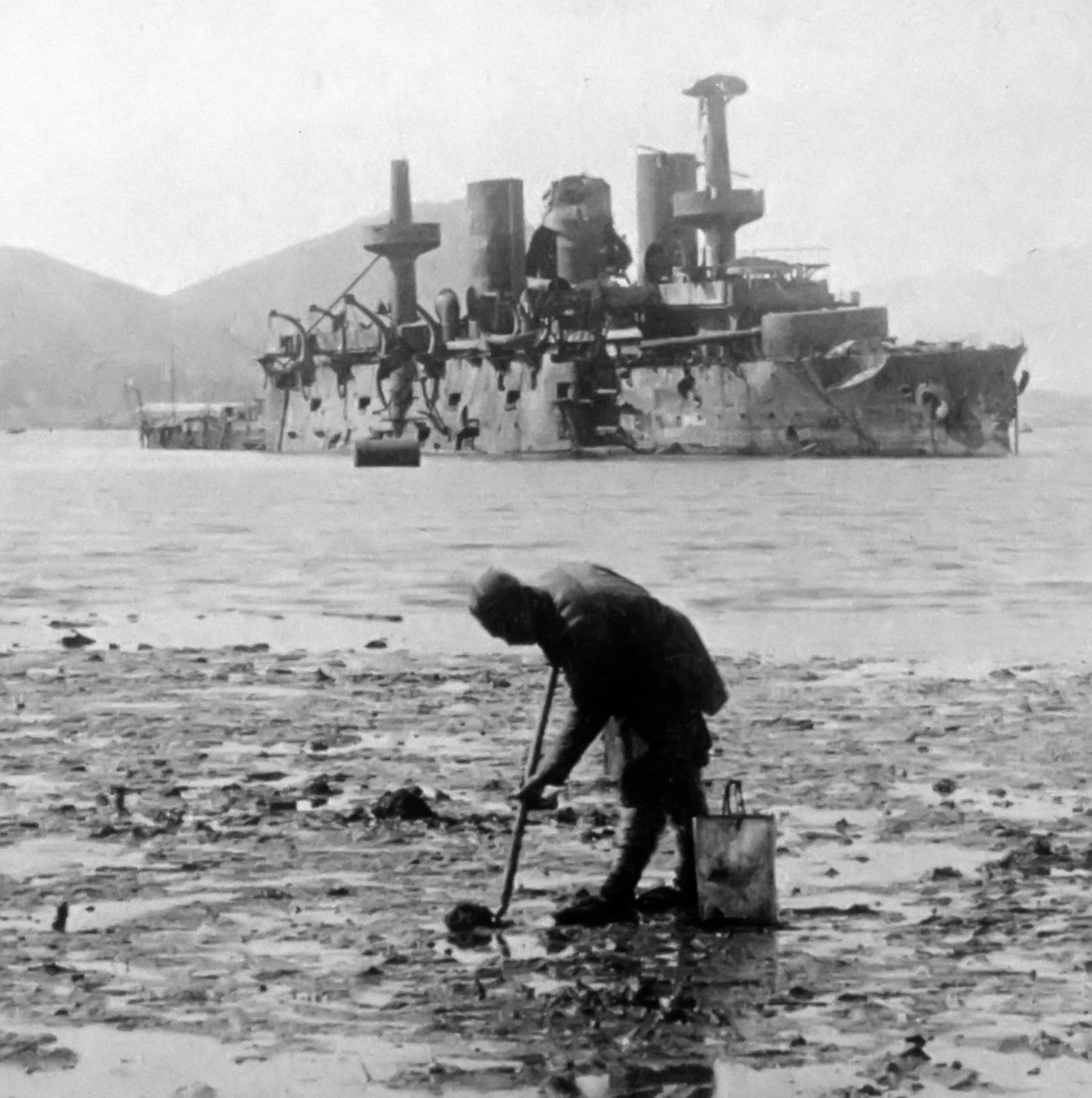
Peresvět potopený v Port Arthuru

Hlavní výzbroj tvořily čtyři 254mm kanóny ve dvoudělových věžích, které doplňovalo jedenáct 152mm kanónů, dvacet 75mm kanónů, dva 63mm kanóny Baranovski, dvacet 47mm kanónů, osm 37mm kanónů a pět 381mm torpédometů. Pohonný systém měl výkon 15 000 hp. Skládal se ze tří parních strojů s trojnásobnou expanzí a 32 kotlů Belleville, pohánějících tři lodní šrouby. Nejvyšší rychlost dosahovala 18 až 18,5 uzlu. Dosah byl 6200 námořních mil při rychlosti 10 uzlů.

## Služba

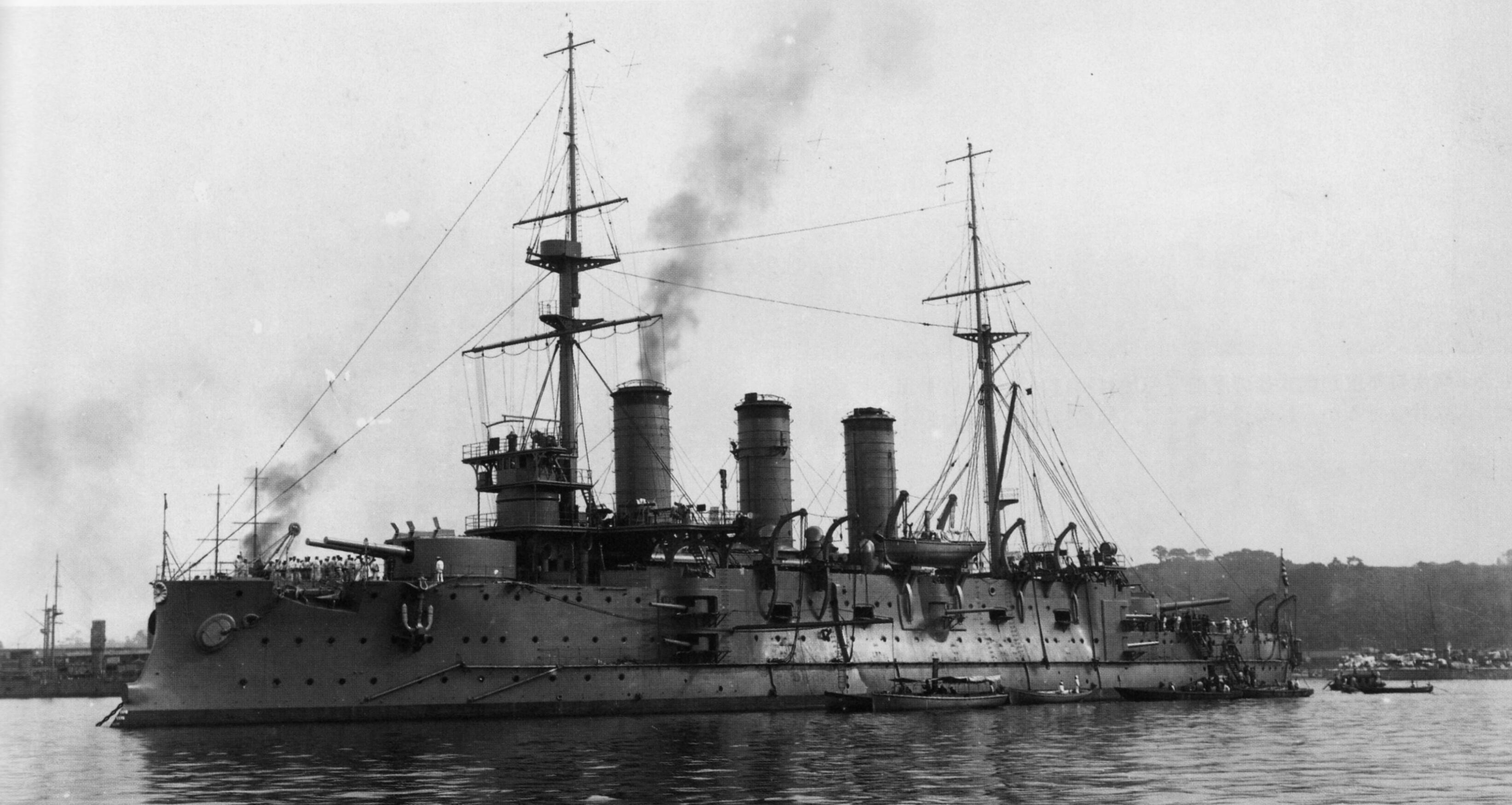
Japonská bitevní loď Suwo (Poběda)

Bitevní lodě třídy Peresvet se účastnily rusko-japonské války. Peresvet a Pobeda bojovaly v srpnu 1904 v bitvě ve Žlutém moři, přičemž po ruské prohře se vrátili na základnu v Port Arthuru. Osljabja byla potopena 27. května 1905 v bitvě u Cušimy. Peresvet a Pobeda byly potopeny 7. prosince 1904 v Port Arthuru japonským dělostřelectvem.
Po kapitulaci základny byly ukořustěny Japonskem a po opravě roku 1908 zařazeny do jeho námořnictva. Peresvet dostal nové jméno Sagami a Pobeda byla přejmenována na Suwo. Japonské námořnictvo nasadilo Sagami a Suwo do první světové války. Rusko a Japonsko v této válce bojovaly na stejné straně, takže Rusko v dubnu 1916 získalo zpět bitevní loď Sagami a vrátilo jí původní jméno Peresvet. Její služba však byla krátká, protože se 4. ledna 1917 potopila poblíž Port Saidu na mině položené německou ponorkou SM U-73.
Rovněž Suwo se účastnila první světové války. V roce 1914 se zapojila do bitvy o Čching-tao. Později byla převedena k výcviku. V roce 1922 byla vyřazena.